# Германізація

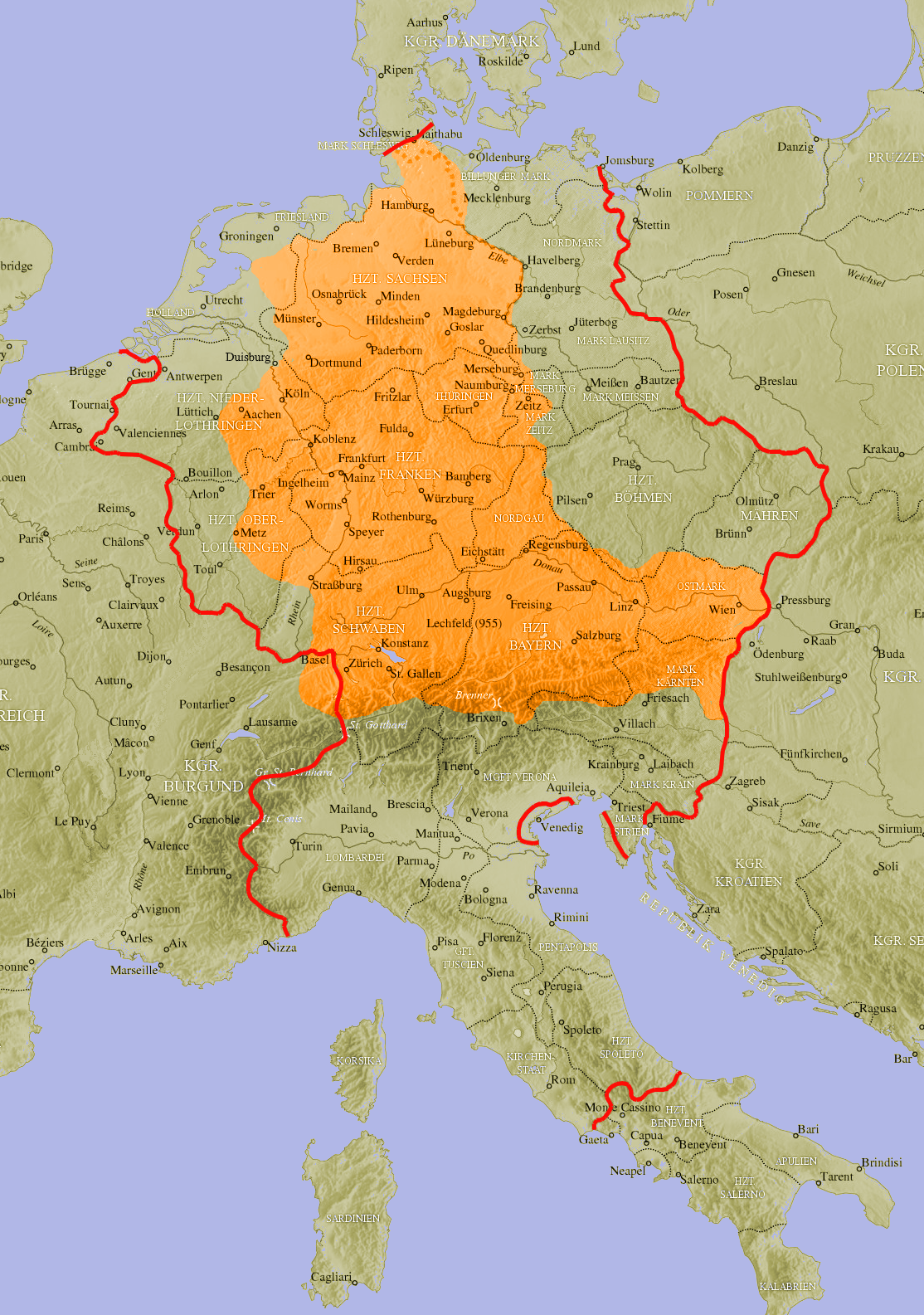
Карта 962 року, первинний стан розповсюдження носіїв німецької мови (виділено помаранчевим кольором)

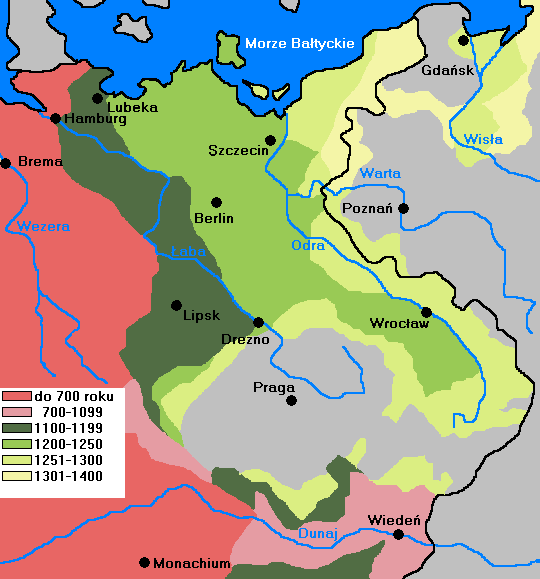
Германізація західнослов'янських і словенських земель.

Германізація (онімечення) — загальна назва для поширення німецької мови, народу і культури силою або асиміляцією, а також адаптації іноземних слів до німецької мови в лінгвістиці багатьох мов, які не використовують латинський алфавіт, подібна романізації.